# Cargolia puta
Cargolia puta là một loài bướm đêm trong họ Geometridae.